# Tovia Ben-Chorin

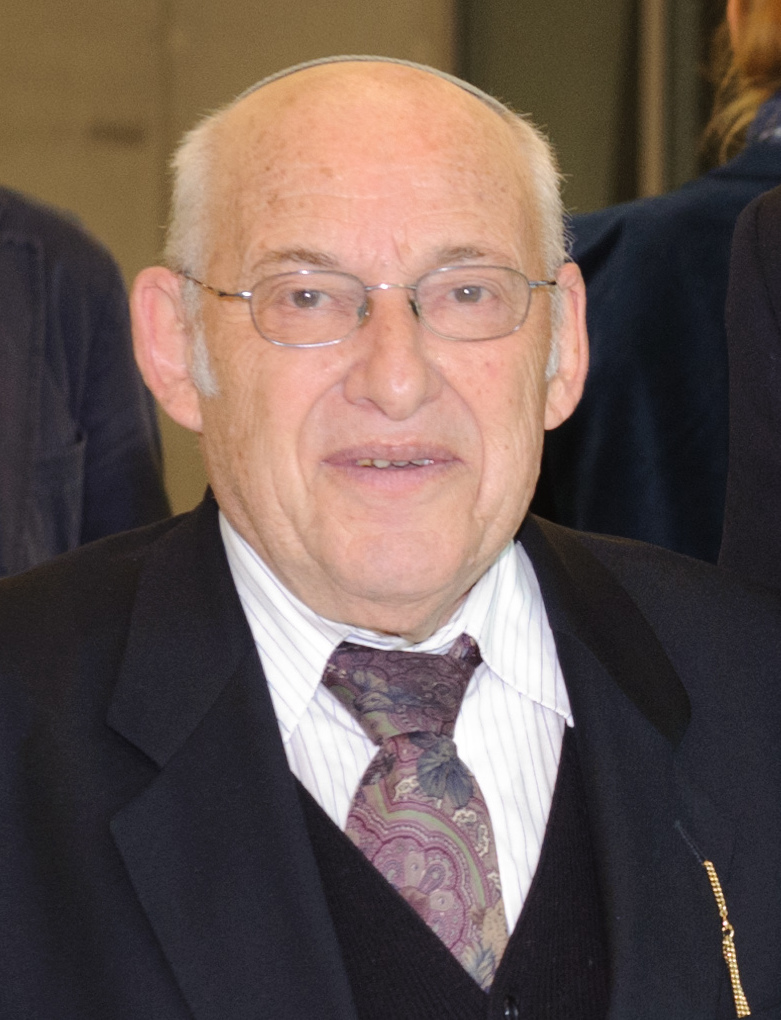
Tovia Ben-Chorin (2011)

Tovia Ben-Chorin, auch Tuvia Ben-Chorin, (geboren 15. September 1936 in Jerusalem; gestorben 22. März 2022 in St. Gallen) war ein deutsch-israelischer Rabbiner. Er galt als Vorreiter des christlich-jüdischen, des israelisch-palästinensischen und des interreligiösen Dialogs.

## Herkunft und Ausbildung
Tovia Ben-Chorin wurde in Jerusalem als Sohn des als Fritz Rosenthal aus Deutschland vor den Nationalsozialisten ein Jahr zuvor geflohenen und ins damalige Palästina emigrierten Schalom Ben-Chorin und dessen Frau Gabriella Rosenthal geboren. Sein Vater war Rabbiner, Journalist und Religionswissenschaftler, seine Mutter Malerin, Karikaturistin und Autorin. Der zweisprachig (deutsch und hebräisch) aufgewachsene Tovia studierte Bibel und Jüdische Geschichte an der Hebräischen Universität Jerusalem. 1964 wurde er in den USA als Rabbiner ordiniert (Hebrew Union College – Jewish Institute of Religion, Cincinnati).

## Wirken
Mit seinem Vater gründete er in Jerusalem 1958 die Har-El-Gemeinde, die als Gründungsgemeinde der israelischen Bewegung für Reform und progressives Judentum gilt.
Vier Jahre lang war er der erste Leiter der liberalen Jugendbewegung in Israel sowie 1983 Gründer des Kibbuz Lotan im Negev. Er war Soldat der israelischen Armee in drei Kriegen, im Sechstagekrieg 1967 war er Panzersoldat auf dem Sinai. Ben-Chorin hatte zweimal den Vorsitz des Israel Council of Progressive Rabbis inne.
Von 1981 bis 1996 war er Rabbiner der Har-El-Gemeinde, doch der stete Streit mit der Orthodoxie ermüdete ihn so sehr, dass er ins Ausland, zuerst nach Manchester umzog.
Als Rabbiner war Ben-Chorin in den USA, Israel, England, Südafrika, Deutschland und der Schweiz tätig. Von 1996 bis 2006 war er Rabbiner der liberalen Gemeinde Or Chadasch in Zürich, von 2009 bis 2015 Rabbiner der Jüdischen Gemeinde zu Berlin in der Synagoge Pestalozzistraße. Zudem lehrte er sowohl am Abraham Geiger Kolleg, als auch an der Universität Potsdam. Seit 2015 lebte er in St. Gallen in der Schweiz und betreute die Gemeinden in St. Gallen und Konstanz.
Tovia Ben-Chorin war verheiratet mit Adina Ben-Chorin. Beide Söhne, der Rabbiner Golan Ben-Chorin und Noam Ben-Chorin leben in Israel. Tovia Ben-Chorin starb im Alter von 86 Jahren in St. Gallen und wurde in Jerusalem beerdigt.

## Ehrungen und Auszeichnungen
- Ehrendoktorwürde des Hebrew Union College in Cincinnati (1989)
- Für sein Engagement im jüdisch-christlichen, interreligiösen und interkulturellen Dialog wurde er 2014 mit dem Deutschen Dialogpreis geehrt.[8]
- Joseph-Ben-Issachar-Süßkind-Oppenheimer-Auszeichnung 2017 des Landtages von Baden-Württemberg und der Israelitischen Religionsgemeinschaft Württemberg (IRGW) für herausragendes Engagement gegen Minderheitenfeindlichkeit und Vorurteile in Wissenschaft und Publizistik, zusammen mit Ahmad Mansour[9]

## Schriften
- In gegenseitiger Achtung auf dem Weg: Gemeinsame Erklärung zum Dialog von Juden und evangelischen Christen in der Schweiz. Schweizerischer Evangelischer Kirchenbund, 1980, ISBN 978-3-7229-6035-7.
- mit Walter Homolka (Hrsg.), Walter Jacob: Die Lehren des Judentums nach den Quellen I–III. Verlagsgruppe Patmos, 2000, ISBN 978-3-934658-02-8 (3 Bände in Kassette).
- Jiskor. Seelenfeier. Synagoge Pestalozzistraße. Berlin 2009.
- Orech Haschulchan: Der den Tisch deckt. WDL, 2017, ISBN 978-3-86682-169-9.